# イヴァン・フランコ
イヴァン・フランコ（ウクライナ語: Іва́н Я́кович Франко́；1856年8月27日‐1916年5月28日）は、ウクライナの文化人。詩人、作家、思想家、評論家、言語学者、翻訳者、政治活動家として活躍し、ウクライナ語による最初の探偵小説や現代詩の創始者としても知られる。オーストリア・ハンガリー帝国におけるウクライナ民族解放運動および社会主義運動の指導者であり、ウクライナの国民的作家として名高い。

## 概要
イヴァン・フランコは1856年8月27日、オーストリア帝国（現在のウクライナ、リヴィウ州ドロホーヴィチ地区ナグイエーヴィチ村）で、ドイツ系ローマカトリックの鍛冶屋の家に生まれた。母マリアはポーランド系またはウクライナ系の小貴族（クルチツキ家）出身で、サンビル地区クルチツィ村にルーツを持つ。幼少期はヤセニツィア・シルナの学校（1862-1864年）およびドロホーヴィチのバシレイオス修道会学校（1864-1867年）に通い、1875年にリヴィウ大学哲学学部に入学。学生の社会主義活動が原因で1877年と1880年に逮捕され、1880年に退学させられた。1891年にチェルニウツィー大学で学び、1893年にウィーン大学で「バーラームとヨサファト」の博士論文を弁護し、文学博士号を取得した。
1890年代からガリツィア地方のウクライナ文化振興に尽力し、1898年にタラス・シェフチェンコ記念学術会の民俗学委員会会長として「民俗学雑誌」を編纂。ウィリアム・シェイクスピア、ロード・バイロン、ダンテ・アリギエーリ、ヨハン・ヴォルフガング・フォン・ゲーテ、フリードリヒ・シラーなどの古典作品をウクライナ語に翻訳し、ウクライナ語劇場「ルースカ・ベシーダ」で上演された。また、叙情詩、詩劇、小説を多数著し、古代ギリシャ語、ラテン語、アラビア語、バビロニア語、フランス語、ドイツ語、英語、ロシア語、ポーランド語、チェコ語、セルビア語、クロアチア語の文学や学術論文を翻訳した。
フランコは言語学、特にウクライナ語の研究に注力し、150の論文を発表。言語を進化する生物有機体とみなし、口語に基づく標準語を提唱。イヴァン・コトリャレーヴシクィーやタラス・シェフチェンコのドニプロ・ウクライナの言葉を基準とすべきと主張し、文語体を重視する親ロシア派と対立した。ウクライナ語のローマ字化にも強く反対した。言語学以外にも、哲学、歴史、人類学、経済学、文学論などで研究を行った。
政治では、1890年にムイハーロ・ドラホマーノフとウクライナ・ルーシ急進党を、1899年にウクライナ人民民衆党を創立。1889年には『Pravda』誌への寄稿が原因で3度目の逮捕を受け、2か月の拘留を受けた。1898年にはマルクス主義を批判する論文「社会主義と社会民主主義」を発表し、マルクス主義を「憎悪と階級闘争の教義」と非難した。両党を通じてオーストリア・ハンガリー帝国でのウクライナ人の権利擁護とロシア帝国のウクライナ人との交流を推進し、「ルーシ人」から「ウクライナ人」への民族名の変遷を促進した。
ウクライナ文学では、リアリズム派の代表として知られる。主な作品に、民衆主義の詩集『山より谷より』（1878年）、恋愛詩集『落ち葉』（1896年）、哲学的詩集『私のエメラルド』（1897年）、民族解放を訴える『モーゼ』（1905年）、社会小説『笑うボルイスラーウ』（1882年）、歴史小説『ザハール・ベールクト』（1883年）、劇作『奪われた幸福』（1893年）がある。合計で1000以上の作品を残した。
1916年、ヨーゼフ・ザスティレツとハラルド・ヒャルネによりノーベル文学賞に推薦されたが、5月28日、リヴィウの自宅で貧困の中で死去。葬送費用は支援者により賄われ、リチャキフ墓地に埋葬された。現在、ウクライナにはフランコを記念する石像や施設（例：リヴィウ大学）、イヴァーノ＝フランキーウシク州および同名の州都が名を冠する。肖像は20フリヴニャ紙幣にも描かれている。

## 家族
フランコは1886年にキエフ出身のオルハ・ホルジンスカと結婚。彼女はハルキウの貴族女子学院を卒業し、複数の言語を操り、ピアノを演奏した。長男アンドリーの死後、精神疾患を患い、1941年に死去。夫妻には4人の子が生まれた：
- アンドリー（1887-1913年）：心臓疾患により27歳で死去。
- ペトロ（1890-1941年）：化学者、ウクライナ・シッチ銃兵団の退役軍人、ウクライナ空軍創設者、国会議員。
- タラス（1889-1971年）：ウクライナ・シッチ銃兵団の退役軍人。
- ハンナ・クリュチコ（1892-1988年）：作家、評論家、回顧録著者。

## 文学作品
フランコの初期作品には、1876年の『レシシナ・チェリャド』および『二人の友』があり、詩集『バラードと物語』も同年に発表。『ボルイスラーウ』シリーズ（1877年開始）、『ボア・コンストリクター』（1878年）、『社会の基盤』（1895年）、『交差する道』（1900年）、『センペル・ティーロ』（1906年）などで、労働者や農民の過酷な生活、ウクライナのナショナリズム、社会・心理問題、哲学をテーマに描いた。『カインの死』（1889年）や『モーゼ』（1905年）では、イスラエルの故郷探求とウクライナの独立への願望を対比させ、『奪われた幸福』（1893年）は彼の最高の劇作とされる。

## 遺産
フランコは「カメニャーリ」（石工）と呼ばれる詩で革命的理念を表現し、ソビエト時代に「カメニャール」（開拓者）と称された。1962年、スタニスラヴィヴ市は彼を記念してイヴァーノ＝フランキーウシクに改名された。1993年、ウィーン大学に記念胸像が設置され、2013年にユダヤ人との関係を記した銘板が追加された。2019年、フランコの『ザハール・ベールクト』を基にした映画『ライジング・ホーク』が公開された。

## 関連文献
- 小粥良「イヴァン・フランコの『Die Auswanderung der galizischen Bauern』 (1892)」『山口大学独仏文学』第29巻、山口大学独仏文学研究会、2008年2月、17-44頁、ISSN 03876918、2024年3月3日閲覧。
- 小粥良「イヴァン・フランコの学校をめぐる短編群 : 『鉛筆(Оловець)』 (1879) その他」『山口大学独仏文学』第38巻、山口大学独仏文学研究会、2016年12月、31-52頁、ISSN 03876918、2024年3月3日閲覧。
- 中井和夫『ウクライナ・インテレクチュアル・ヒストリー』群像社、2024年。